# Eutropha albiceps
Eutropha albiceps är en tvåvingeart som först beskrevs av Johann Wilhelm Meigen 1830.  Eutropha albiceps ingår i släktet Eutropha och familjen fritflugor. Inga underarter finns listade i Catalogue of Life.